# Manuel Antonio Matos
Manuel Antonio Matos Páez Tinoco (8 de enero de 1847, Puerto Cabello, Carabobo - 5 de diciembre de 1929, París, Francia) fue un banquero, político, inversionista, empresario, diplomático y militar venezolano, que detentó una gran influencia política y económica sobre el país, durante finales del Siglo XIX y comienzos del Siglo XX, disponiendo de un gran prestigio y poderío en el ámbito bancario y empresarial, además de contar con diversas inversiones e influencia sobre empresas extranjeras y transnacionales que operaban en Venezuela, desempeñado variedad de cargos en la banca y disponiendo de la que se estima era la mayor fortuna en la historia de Venezuela y de Latinoamérica, convirtiéndose en una especie de “Caudillo Económico” cuya actividad sólo se vio interrumpida por la dictadura de Cipriano Castro.
Militante y destacado líder de la corriente política denominada como Liberalismo Amarillo, detentó tres veces el Ministerio de Hacienda, además de ser el más poderoso promotor de centenares de instituciones bancarias de carácter mixto y público, conformadas para convertirse en los brazos de inversión y manejos financieros de la Tesorería de la República y el sector privado venezolano, tales como lo fueron la «Sociedad de Crédito de Caracas», la «Compañía de Crédito de Caracas», el «Primer Banco de Caracas», el «Segundo Banco de Caracas», el «Tercer Banco de Caracas» y el «Banco de Venezuela», todas entidades financieras de carácter medular para el país y que fueron impulsadas y dirigidas por el propio Matos.
Su hegemonía económica se mantuvo durante décadas, sobreviviendo a los regímenes de Antonio Guzmán Blanco, Francisco Linares Alcántara, Joaquín Crespo, Juan Pablo Rojas Paúl, Raimundo Andueza Palacios e Ignacio Andrade, viéndose amenazada, únicamente, durante el gobierno de Cipriano Castro, llegando a ser arrestado por órdenes del presidente, debido a su negativa a favorecer con más empréstitos de la banca privada al gobierno nacional. Ello, unido al carácter represivo del gobernante y sus continuos conflictos con los sectores empresariales, ocasionaron un conflicto, que cobró forma militar en 1901 gracias a la organización y liderazgo de Manuel Antonio Matos. Dicho movimiento fue la Revolución Libertadora, la cual fue la segunda guerra civil más longeva de la Historia de Venezuela y la más sangrienta, así como también en la que más recursos, soldados y contingentes se movieron a nivel nacional, gozando del respaldo de empresas multinacionales extranjeras y de los círculos financieros del país, todo ello con el objetivo de derribar al gobierno de Cipriano Castro.
La Revolución Libertadora sacudió al país y llevó al gobierno al borde del colapso, pero tras la derrota sufrida en la batalla de la Victoria, la vasta red de ejércitos y su extraordinario poderío se vio debilitado, siendo una herida de la que no se lograría recuperar, sucumbiendo finalmente en 1903 en la batalla de Ciudad Bolívar , con lo cual Matos decide salir de Venezuela, estableciéndose en París.
No obstante, su poderío y preeminencia política vuelven a emerger con la llegada de la dictadura de Juan Vicente Gómez, bajo cuyo gobierno sirve como Ministro de Relaciones Exteriores, tocándole la responsabilidad de organizar el «Centenario de la Independencia de Venezuela» en 1911 y dirigir una fuerte tentativa diplomática para consolidar las relaciones entre Venezuela y Estados Unidos, llegando a recibir en visita oficial al Secretario de Estado Norteamericano,  Philander C. Knox con quien firma numerosos acuerdos y tratados bilaterales en el marco de la llamada Diplomacia del dólar auspiciada por el presidente William Howard Taft.
Tras su salida del gabinete presidencial en 1913, Matos continúa dedicándose a la formación de una estructura bancaria y financiera sólida para Venezuela, retirándose de la vida pública en 1920 y asentándose en París, donde fallecería 9 años después.
Manuel Antonio Matos, es una de las figuras más poderosas e influyentes respecto a lo económico, en la Historia de Venezuela y de Latinoamérica . No solamente llegó a ser el hombre más acaudalado e influyente del país, sino que fue capaz de consolidarse como la figura central en la economía nacional, convirtiéndose en una especie de "Caudillo Económico" cuya actividad sólo se vio interrumpida por el gobierno de Cipriano Castro.
Igualmente Matos, no es el único de los empresarios y miembros de la aristocracia del país, que han usado sus conexiones y fortunas, para debilitar un gobierno, más si es el único que se ha puesto públicamente al frente de una revolución que buscó desmantelar por completo a uno de los más corruptos, ganando así su puesto en la Historia de Venezuela.

## Familia e inicios
Manuel Antonio Matos Páez Tinoco, nació en Puerto Cabello el 8 de enero de 1847, hijo primogénito de Manuel Antonio Matos Tinoco y Brígida Páez. De posición acomodada económica y socialmente, la familia Matos era de notorio prestigio y abolengo. Manuel Antonio Matos Tinoco, era un consagrado y acaudalado terrateniente, además provenía de una familia de amplia tradición empresarial y política. Por vía materna, sus abuelos fueron Dominga Flores y el coronel Juan José Páez Landaeta, descendiente del linaje de los Páez de Vargas, los primeros de origen gallego y los segundos oriundos de Castilla.

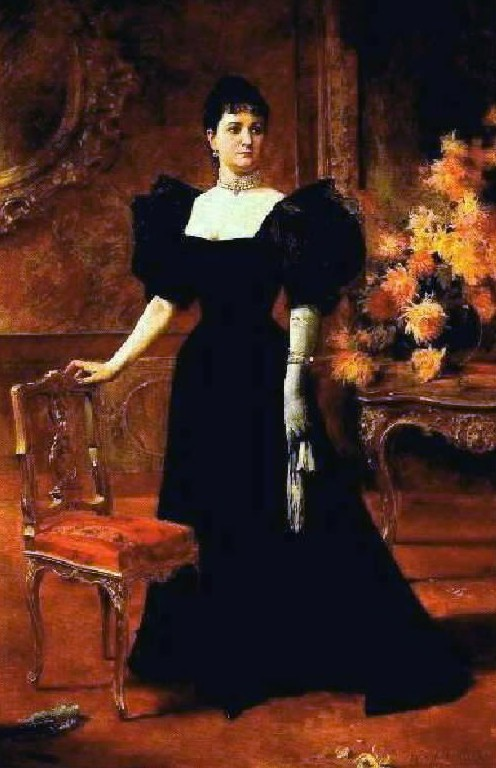
María Ibarra de Matos. 1895. Óleo sobre tela. 229 x 150 cm. Autor:Arturo Michelena

En línea paterna sus abuelos fueron Carmen Tinoco Urayn y Manuel Antonio Matos Monserrate. Este último personaje, de gran importancia durante los años previos a la Independencia de Venezuela, era hijo del teniente coronel José de Matos y Rabel, quien entre 1765 a 1779, fue gobernador y comandante general de la Provincia de Margarita. A pesar de su origen noble, Monserrate profesaba firmes ideas liberales que causaban polémica en la cerrada y conservadora sociedad colonial, lo que lo llevó a tener un altercado con las autoridades, siendo militar, fue acusado de insubordinación en 1786, cayendo preso por causa de dichos cargos el mismo año, debiendo permanecer encarcelado por un año y medio. Posteriormente retomó su carrera militar, alcanzando el rango de Capitán del Ejército. Monserrate también era allegado a la Familia Bolívar y en su condición de hacendado, se pronunció en numerosas ocasiones, en contra de las trabas comerciales impuestas por la Corona Española y como era de esperarse, con la venida de las inestabilidades políticas de la península ibérica, generadas por la Invasión Napoleónica, Monserrate, proclamó en Caracas a voz populi su posición abiertamente independentista, lo cual ocasionó que fuese arrestado y recluido en una prisión de La Guaira donde fue enjuiciado por sedición, estando aquel evento ligado a la denominada «Conjura de los Mantuanos». Con la venida de la Independencia y la formación de la Primera República de Venezuela, es liberado y toma bando por los patriotas.
En cuanto a Manuel Antonio Matos Tinoco, padre del futuro banquero, se desempeñó como Jefe Civil de La Guaira en 1850, se desempeñó como militar durante el gobierno de José Tadeo Monagas, alcanzando el rango de Primer Comandante de Infantería en 1854 y luego el de General de Brigada en 1864. Además cosechó una considerable fortuna en el ámbito mercantil, gracias al arrendamiento de la Hacienda Chuao, propiedad por entonces de la Universidad Central de Venezuela, tras lo cual pasó a adquirir y fortificar sus propios fundos y propiedades.

## Formación y carrera temprana
Con una familia de tal preponderancia política, militar y económica, no es de extrañar, que el joven Manuel Antonio Matos fuera educado para asumir los negocios familiares y mantener la centenaria tradición política de su familia, pero, si bien en efecto su participación en los acontecimientos políticos y militares ulteriores, sería notoria, sería en las finanzas en lo que más destacaría el joven.
Luego de estudiar con tutores privados en Venezuela, en vista de los conflictos generados por la Revolución de Marzo, el Régimen de la Fusión, liderado por el presidente Julián Castro y la consiguiente Guerra Federal, su familia decide enviarlo al extranjero para que complete su formación. Es así como viaja a los Estados Unidos y en Europa, donde comenzó una larga etapa de aprendizaje y formación financiera, estableciéndose en las grandes ciudades de la época, Nueva York, París, Londres, Hamburgo y Burdeos, epicentros del «Mundo Financiero», además de desempeñarse en el sector empresarial de dichos países, siendo esta la etapa durante la cual inició la forja de su vasta fortuna, así como también le permitió consolidar una red inmensa de contactos e influencias en la política, las finanzas y la alta sociedad de las grandes potencias mundiales de la época.

### Regreso a Venezuela y actividad económica nacional
En 1868, tras haber finalizado su actividad en el extranjero, se dispone a regresar a Venezuela, coincidiendo su arribo con el ascenso a la presidencia del anciano general José Tadeo Monagas, gracias al triunfo de la Revolución Azul. El joven que había salido de Venezuela ocho años atrás, con solo trece años de edad, ahora regresaba convertido en un poderoso y experimentado banquero, con contactos en los círculos políticos, diplomáticos, empresariales de Europa y Estados Unidos, así como avalado por una carrera ejecutiva en numerosas corporaciones internacionales, poseyendo una serie de importantes inversiones, que habían consolidado su fortuna y todo ello con solo 21 años.
Por casualidad, en el mismo barco a vapor en el cual emprende su viaje de regreso conoce al entonces reconocido general, Antonio Guzmán Blanco, uno de los más poderosos líderes del bando Federalista de Venezuela, durante la Guerra Federal. Guzmán Blanco, conocía de la carrera, fortuna y contactos de Matos, acumulada a lo largo de sus ocho años fuera del país, por ello solicitó al capitán del barco en el cual ambos viajaban, que los presentase. Es así como el general y el banquero se conocen por primera vez, siendo el inicio de una asociación que duraría muchos años.

### Presidencia de José Ruperto Monagas
Ya en Venezuela, Matos se dedica a reorganizar las propiedades familiares y se convierte en dependiente de la firma comercial francesa localizada en La Guaira Chartier, Fére & Cia. Además invierte en la creación de una Casa Comercial propia, en la misma ciudad, de nombre Matos, Chirinos & Cia., en conjunto con un socio suyo, de nombre M.A. Chirinos. Durante, el transcurso de la turbulenta presidencia de José Ruperto Monagas, hijo del general José Tadeo Monagas, el cual había fallecido poco después del triunfo de la Revolución Azul, sucediéndolo su propio hijo, Matos se fortalece económicamente. La reorganización de todas las propiedades familiares, junto con sus inversiones, le permiten expandir aceleradamente su fortuna. Adquiere varias compañías minoritarias a través de su Casa Comercial.
Igualmente, comienza a fortalecer su posición en la alta sociedad de Caracas y se hace de contacto en las élites políticas, especialmente del sector perteneciente a las corrientes del Liberalismo en Venezuela.
Finalmente, las tensiones políticas estallan, la presidencia de José Ruperto Monagas, gracias a su incapacidad para hacerse de aliados y evitar que sus enemigos se movilizaran, es puesta en peligro. El general Antonio Guzmán Blanco, sufre un ataque a su propia residencia, por parte de grupos armados leales al gobierno y su reacción es salir del país rumbo a Curazao, donde prepara una invasión a Venezuela, desembarcando el 14 de febrero de 1870 en Curamichate (Estado Falcón), liderando una campaña que alcanza la victoria el 27 de abril de 1870, dando así inicio a la presidencia de Antonio Guzmán Blanco, quien pasa a ejercer un control autocrático a nivel nacional.

### Liberalismo Amarillo

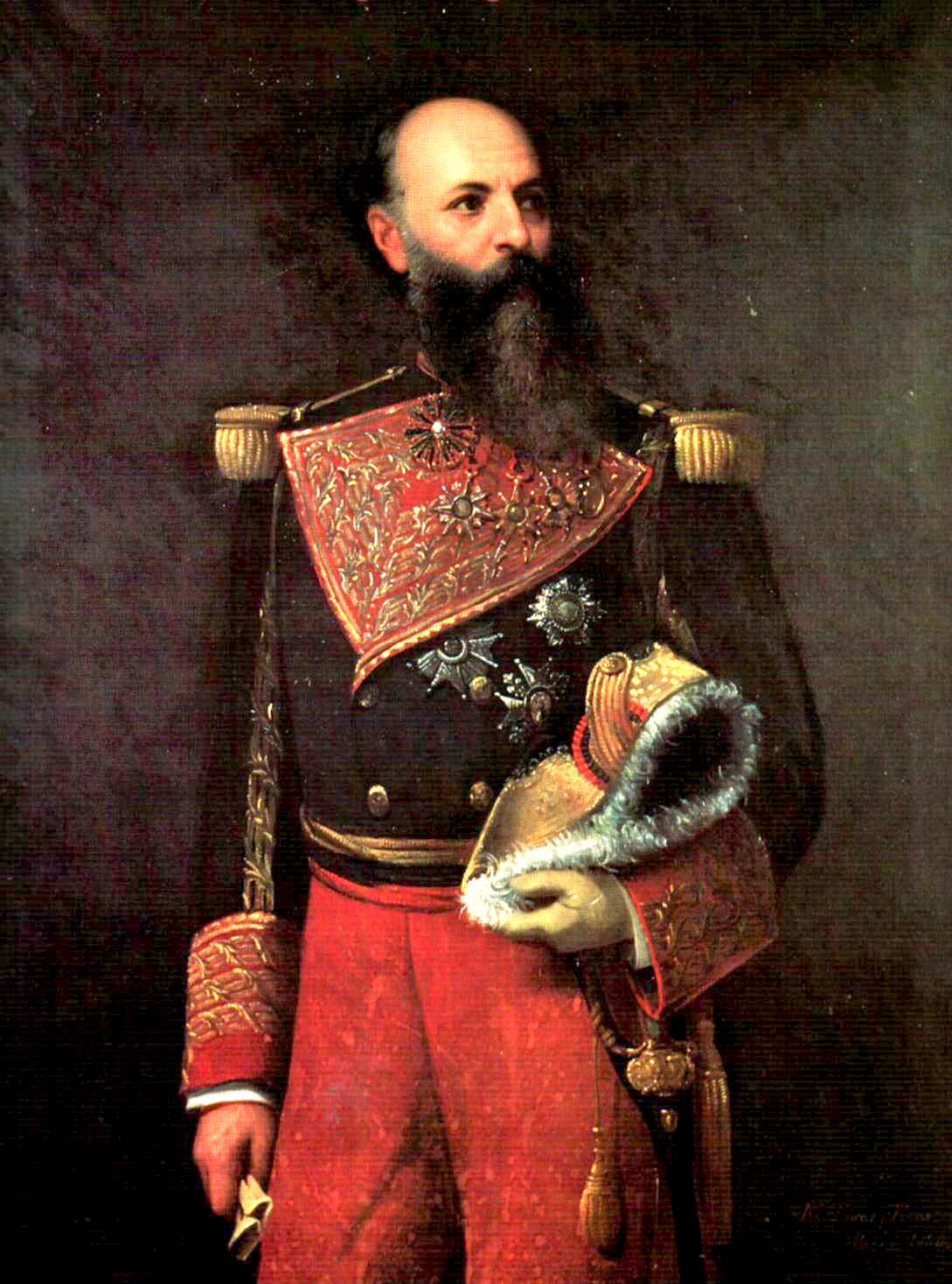
Durante el Gobierno de su concuñado Antonio Guzmán Blanco, Matos fue su administrador y Ministro de Hacienda

#### El Septenio Guzmancista
Con la llegada al poder de Guzmán Blanco, también lo hacen numerosas personalidades del Liberalismo, todas familiarizadas con Manuel Antonio Matos, pero también se instaura en el país una visión político-económica orientada hacia el Modernismo Europeo, entre cuyos aspectos se encuentra una profunda reorganización económica, la cual sólo podía ser liderada por una persona, Manuel Antonio Matos.
Es así que, con Matos y el sector financiero y comercial nacional, que el gobierno de Guzmán Blanco funda la «Compañía de Crédito de Caracas», establecida en diciembre de 1870, con Matos como accionista, a través de la firma Matos, Chirinos & Cia.. Su participación en esta corporación es de notoria importancia, tomando en cuenta que la Tesorería Nacional, había firmado un compromiso para otorgar a la «Compañía de Crédito de Caracas», el 85% del producto total de los ingresos de aduana del puerto de La Guaira y permitirle la administración de numerosos recursos económicos del Estado venezolano, además, este tipo de entidades, se volverán a la larga la especialidad de Matos en materia económica.
A la par, Matos acelera su ingreso a la política, aspirando a convertirse en Jefe Civil de La Guaira, pero debido a su carácter intransigente tanto en política como en economía, el cual contrastaba con la personalidad dominante de Guzmán Blanco, quien necesitaba un responsable civil sumiso en el principal puerto de Venezuela, dado su carácter estratégico, la candidatura de Matos no prospera, siendo este el primero de muchos reveses que tuvieron el «Ilustre Americano» y el «Hombre Fuerte de las Finanzas». No obstante, logra convertirse en Presidente del Consejo Administrativo de La Guaira en 1870, cargo desde el cual se encarga de la parte económica de la ciudad. Aun así, renuncia al cargo en 1871, tras fuertes diferencias con el Jefe Civil respecto al manejo de las rentas de la ciudad.
Para 1874, funda la casa comercial M. A. Matos y Cía, con el como único accionista, que absorbe a Matos, Chirinos & Cia. junto con todas sus operaciones, con lo cual se convirtió en el principal pilar de su fortuna, y que le permitiría ir adquiriendo acciones de otras compañías y tomando sucesivos puestos en las juntas directivas de las mismas.
Posteriormente, Antonio Guzmán Blanco (quien era su concuñado), toma el poder por parte de la Revolución Liberal, dando comienzo al Liberalismo Amarillo, ideología y período con el que estaría íntimamente realacionado. Así, es designado como administrador de Guzmán Blanco, para posteriormente resultar encargado por el mismo en 1879 de llevar a cabo la acuñación de la nueva moneda, el Bolívar en sustitución del peso y su puesta en circulación.
En 1883 pasó a ser presidente del Banco Comercial de Venezuela, liquidado por él mismo en 1890 y en 1895 fue Ministro de Hacienda. Ya para entonces se decía de Matos, que era el hombre más acaudalado de Venezuela, además disponía de un prestigio político sin precedentes a nivel nacional e internacional, al ser para muchos una autoridad en lo que a economía se refería y a relaciones exteriores, recurriendo a él tanto empresas nacionales como foráneas, para saber con precisión las situación económica y política existente ya fuese en los propios países extranjeros, así como de Venezuela, de la misma forma que se le solicitaba para que dispusiera de sus contactos y sus conocimientos, para beneficiarlos, de alguna forma.

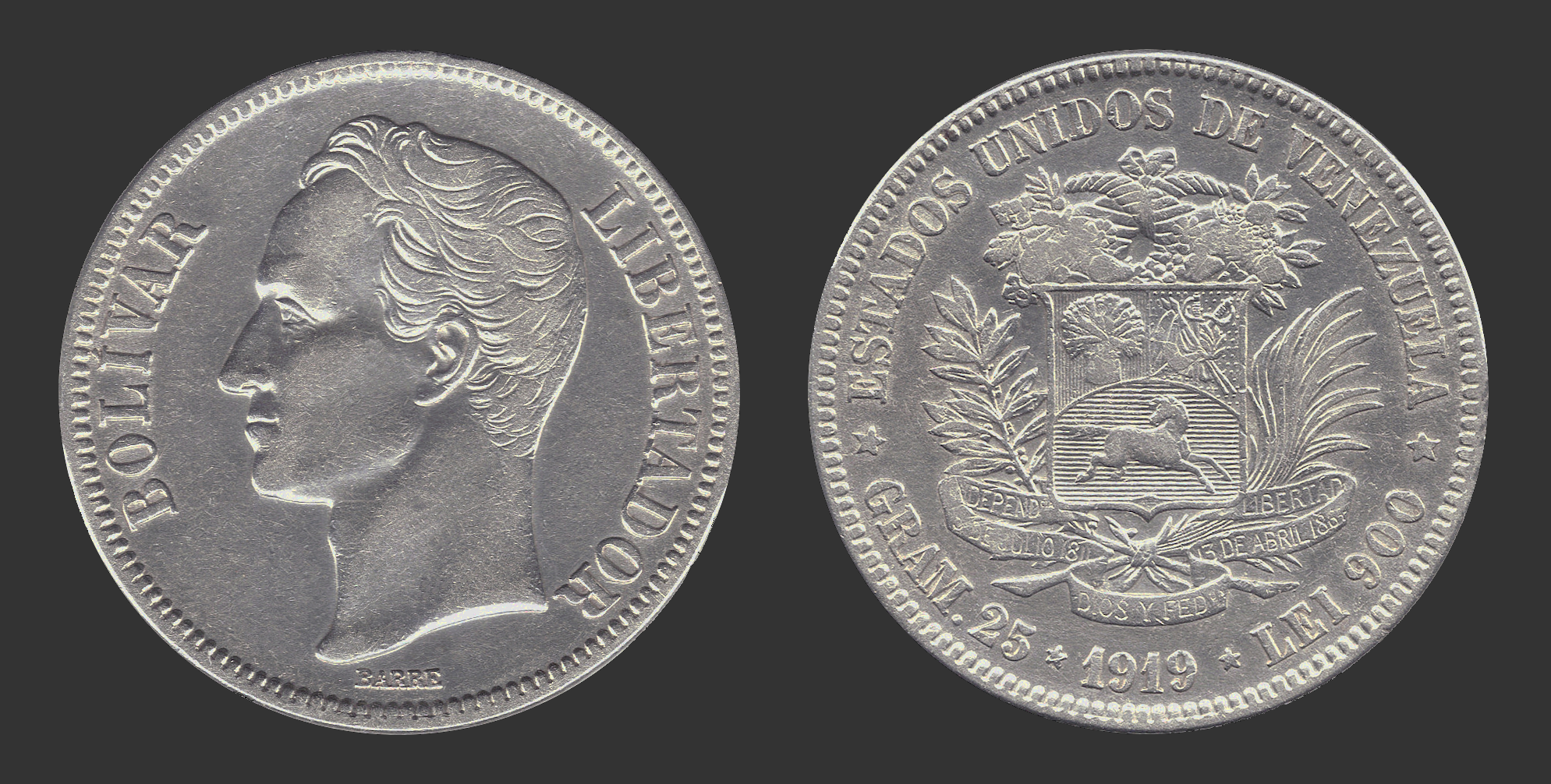
Matos también fue encargado de la operación para poner en circulación el Bolívar venezolano

Manuel Antonio Matos en su momento se decía de él, "es la economía misma", a falta de un gremio organizado, es Matos quien maneja los resortes del dinero, a falta de sector privado estructurado, interviene como agente político, agente económico, lobista y alto funcionario. Esto permanece durante toda la línea de gobierno del "Liberalismo Amarillo", dándole así la posición de ser la figura central de todo el país en lo económico, tanto para los propios venezolanos como para el extranjero, algo que se mantuvo por más de diecisiete años consecutivos.
Su mítica fortuna, se extendía, ya entonces, sobre inversiones bancarias, casas comerciales, vastas extensiones territoriales (haciendas, hatos, etc.) y acciones en múltiples compañías nacionales e internacionales.

## La Revolución Libertadora

### El Conflicto del Empréstito
En 1899, Cipriano Castro cabeza visible de la triunfante Revolución Restauradora que había derrocado a Ignacio Andrade, asume las riendas del gobierno decidido a fortalecer al país, aligerando las cargas económicas que sobre él pesaban para lo cual debía saldar la mayor cantidad de deudas que fueran posibles. Ávido de efectivo, de lo cual las arcas del tesoro no disponía, Castro solicita una serie de emprésitos a diferentes entidades financieras del país, esperando reunir una masa de capital que le permitiera llevar a cabo su proyecto.
Como era de esperarse, Manuel Antonio Matos, el más acaudalado ciudadano venezolano y director del principal banco del país, no sólo fue uno de los entes a los que Castro recurrió sino el primero, pero la directiva del banco determinó que autorizar aquel enorme préstamo era un riesgo excesivo y, por lo tanto, se negaron. En vista de la situación, se produce una especie de "efecto dominó" pues el más influyente empresario de Venezuela, a la cabeza de la principal institución bancaria del país, se había negado a la petición de Castro y, en consecuencia, los demás miembros de los círculos fiancieros hicieron lo propio.
La rotunda negativa por parte del sector financiero enfurece al presidente Castro quien, en venganza, ordena el arresto de los banqueros y su encarcelamiento en la La Rotunda de Caracas, vetándolos públicamente por no satisfacer su solicitud de crédito aun cuando, debido a la falta de motivos reales para encarcelarlos, Matos y los demás debieron salir libres a la brevedad. El daño ya estaba hecho, la clase financiera del país se había enemistado con Castro y ahora su odio sería uno de los factores que detonarían un movimiento que alinearía un grupo de caudillos con la aristocracia venezolana y las más poderosas transnacionales. En el ámbito comunicacional el periodista francés A. J. Jauret, al parecer empleado de Matos, enviaba notas de prensa al New York Times, New York Herald y Associated Press, que presentan a Castro como un abominable incorregible que desprecia los valores más sagrados de las naciones civilizadas. La inevitable expulsión de Jauret será el detonante para que los grandes centros de información vayan intensificando su insidia publicando a diario insolentes caricaturas y bochornosos artículos contra el primer mandatario.

### El Comienzo de La Revolución
Prácticamente desde el comienzo del gobierno de Cipriano Castro, éste se enemistaría con las élites del país así como también con las internacionales, razón por la cual no sólo Matos tenía motivos para enfrentarlo. Una de las compañías que más aversión profesaba por Castro era la New York & Bermúdez Company, la cual había recibido una serie de concesiones de mano del estado venezolano para explotar el asfalto del lago Guanoco, concesiones cuyos términos Castro había quebrantado al aplicar una política de "mano de hierro" que buscaba consolidar la posición de Venezuela respecto a las multinacionales extranjeras, pero lo único que había logrado era la animadversión de las mismas.

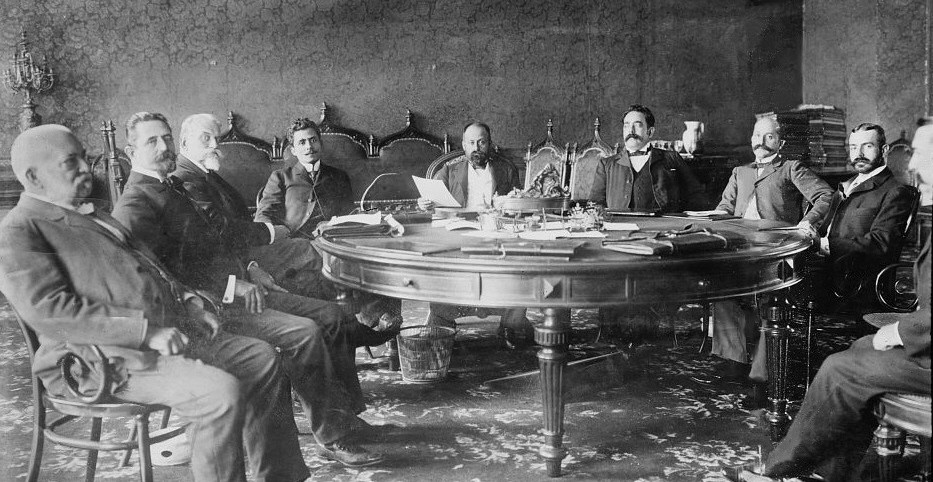
Cipriano Castro y su gabinete presidencial

La New York & Bermúdez Company contactó con Manuel Antonio Matos, quien había estado ligado con el Liberalismo Amarillo de Antonio Guzmán Blanco, desde luego tenía razones políticas para querer la eliminación de Castro, que había derrocado a Ignacio Andrade, seguidor de esa línea política, a lo cual se sumaban las fricciones entre el sector financiero y el gobierno, especialmente entre Castro y él.

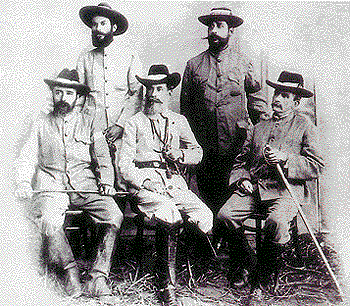
Manuel Antonio Matos con un grupo de Caudillos de la Revolución Libertadora

Así, Matos pone a la orden sus contactos e influencias, así como su capacidad organizativa para reunir a un vasto grupo de caudillos, mientras que la New York & Bermúdez Company junto con otras empresas como la Orinoco Steamship, La Compañía de Ferrocarril Alemán y la Compañía de Cable Francés, proveen de capital y recursos al vasto ejército reunido. En agosto de 1901 Matos llega a Plymouth (Inglaterra) procedente de los Estados Unidos y con una suma de 40.000 dólares  compra el vapor "Ban Righ" por intermedio de Rodolfo de Paula, Cónsul de Colombia en Londres, iniciando rápidamente los primeros acondicionamientos para transformarlo en un buque de guerra. Este dinero había sido aportado en los Estados Unidos por la empresa asfaltera norteamericana New York & Bermúdez Company y otras transnacionales que se oponían al gobierno de Castro.  El gobierno nacional es informado de la venta y a través de la diplomacia en Londres hace una formal reclamación, y lo declara barco pirata.    
El 9 de noviembre de 1901, el barco fue arrestado durante trece días mientras estaba siendo equipado en el Victoria Dock, el cónsul colombiano declarara que el barco pertenecía a su gobierno y que su destino final sería el puerto de Colón, hoy Panamá para ese entonces todavía parte de Colombia. El 21 de noviembre, resuelto este impase la embarcación toma rumbo a Amberes, Bélgica, donde es equipado con 175 toneladas de Mausers, 180 toneladas de municiones.
En diciembre de 1901 el barco llega a Marigot, Saint Martin, donde es equipado con cuatro cañones y luego navegaron a Martinica para el embarque de una fuerza revolucionaria formada por trescientos venezolanos bien armados. La tripulación regular, incluido el capitán Chistopher Willis, contratado en Southampton bajo engaño, (según relato posterior del mismo capitán) siendo informado que la misión era apoyar al gobierno colombiano y no una revuelta contra Castro. El resto de la tripulación, aparte de los mercenarios, la formaba un médico y un capitán de artillería francés quien supervisó la instalación de las armas a bordo y sirvió como una especie de oficial de artillería del "Ban Righ". Antes, en St. Martin habían esperado 5 días por la llegada de Matos que procedente de Le Havre vía Martinica, se incorporó al navío acompañado de su hijo Antonio de 24 años.
Durante los primeros meses de 1902, Matos estableció su base de operaciones en  Port of Spain (Trinidad) y recorrió las costas del país a bordo del "Ban Righ", que rebautizó con el nombre de "Libertador", cargado de municiones y armamento para el ejército que se estaba reuniendo con el objetivo de enfrentar al gobierno de Castro. En Curazao suben a bordo los generales Juan Pablo Peñaloza, Gregorio Segundo Riera, Juan Sierralta Tinoco, José  María Ortega Martínez y varios otros.El 14 de febrero de 1902 los expedicionarios desembarcaron en el sitio de Sauca a unos 100 kilómetros de Coro; después de sucesivos combates con las tropas del Gobierno ocupó la ciudad de Coro el 21 de junio de 1902. El general Riera nombra autoridades locales y marcharon en campaña hacia el centro del país.
A este grupo de caudillos, se suman  Luciano Mendoza, Amábile Solagnie, Roberto Vargas Díaz, Ramón Guerra, Nicolás Rolando, José María Acosta López, Pablo Guzmán, Rafael Montilla, Pedro Ducharne, Horacio Ducharne, Domingo Monagas Marrero, Luis Loreto Lima y Antonio Fernández coordinados por Matos consolidan una coalición militar que procede a atacar a Castro y a sus fuerzas a lo largo y ancho de todo el territorio nacional.
Ahora con un ejército de más 50.000 hombres, bien armados y organizados le declaraban la guerra al gobierno de Castro, liderados por la coalición de caudillos que Matos había reunido, la Revolución Libertadora dio comienzo.

### Desarrollo de la Revolución Libertadora

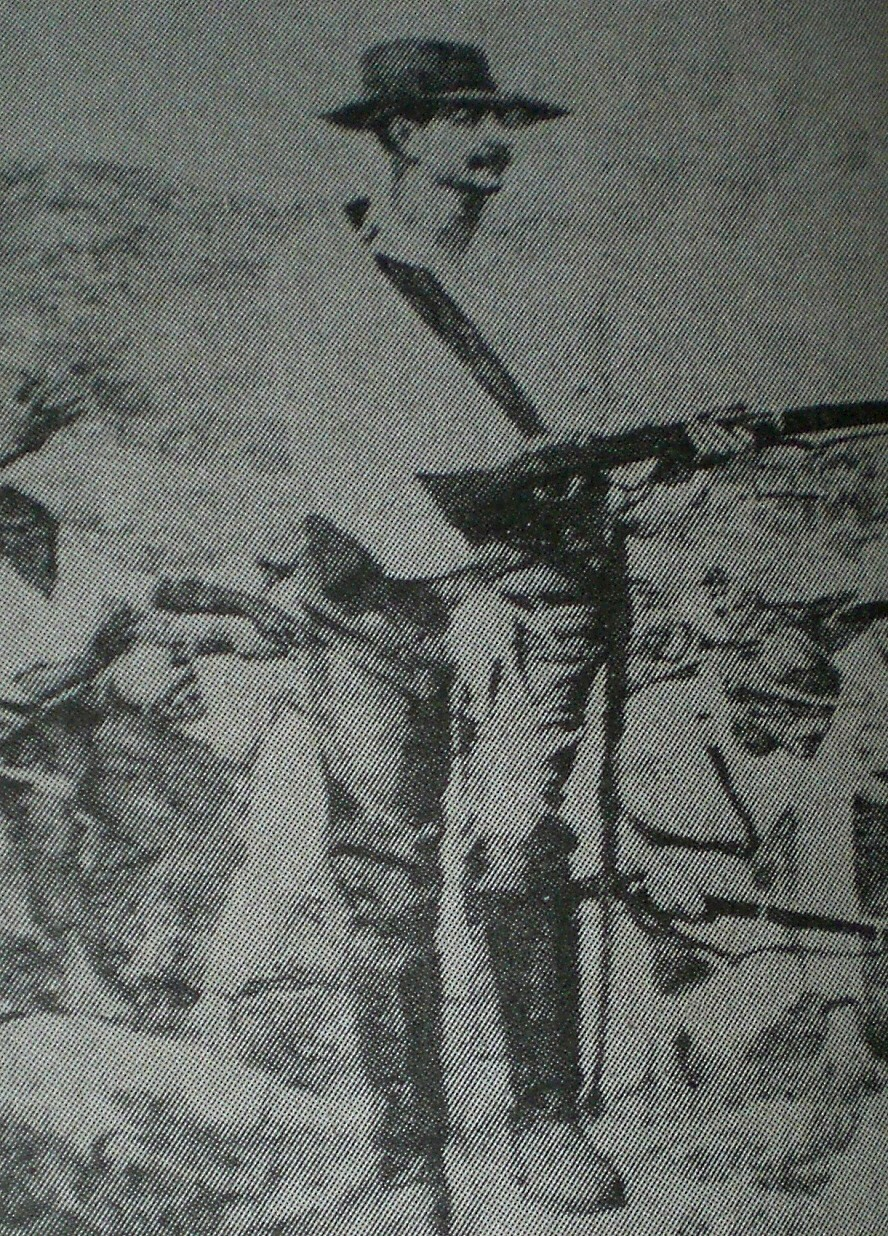
Juan Vicente Gómez fue quien lideró las fuerzas gubernamentales contra la Revolución Libertadora

La Revolución comienza con una serie de sucesivos ataques por parte de las fuerzas de la «Libertadora», a las que Cipriano Castro no tardó en responder, comisionando a su compadre y brillante general Juan Vicente Gómez, la jefatura de la contraofensiva en calidad de segundo vicepresidente de la República.
Se libraron unas 150 batallas, todas ellas eran de alto riesgo particularmente para Gómez, no sólo enfrentaba a ejércitos superiores en términos de hombres disponibles, sino que también los sobrepasaban en equipamiento militar.
Gómez se concentra en evitar que las fuerzas militares enemigas se unifiquen en un solo frente, enfrentándolas una a una, en un proceso de cacería general, que lo llevó a confrontar a varios de los más poderosos caudillos del país.
Venezuela estaba ahora siendo sacudida por la Revolución de Matos, el país y su estabilidad temblaban. Los círculos burgueses extranjeros, la élite terrateniente relacionada con los mismos extranjeros que disponían del capital y las empresas del sector privado, aspiraban la caída del régimen de Castro y el ascenso al poder de Matos, además se sumaban los intereses de las naciones extranjeras que deseaban que una vez que Matos ganara, se instalara en Venezuela una suerte de «gobierno empresarial» que favorecería el sector privado y promovería políticas públicas dirigidas a generar un mayor aprovechamiento económico que favorecería el pago de todas las deudas del país.

### La Batalla de la Victoria: el fin de la revolución
Hacia noviembre de 1902, el mayor conglomerado de soldados de la Historia de Venezuela jamás reunido se concentraba en Villa de Cura, cerca de La Victoria,  con más de 16.000 hombres completamente armados. Los caudillos de la revolución Libertadora planeaban confrontar a quien fuese necesario para avanzar y tomar Caracas de una vez por todas. Ante esto, Cipriano Castro se atrinchera en La Victoria (Estado Aragua) para confrontar semejante masa militar, con 6.000 hombres.

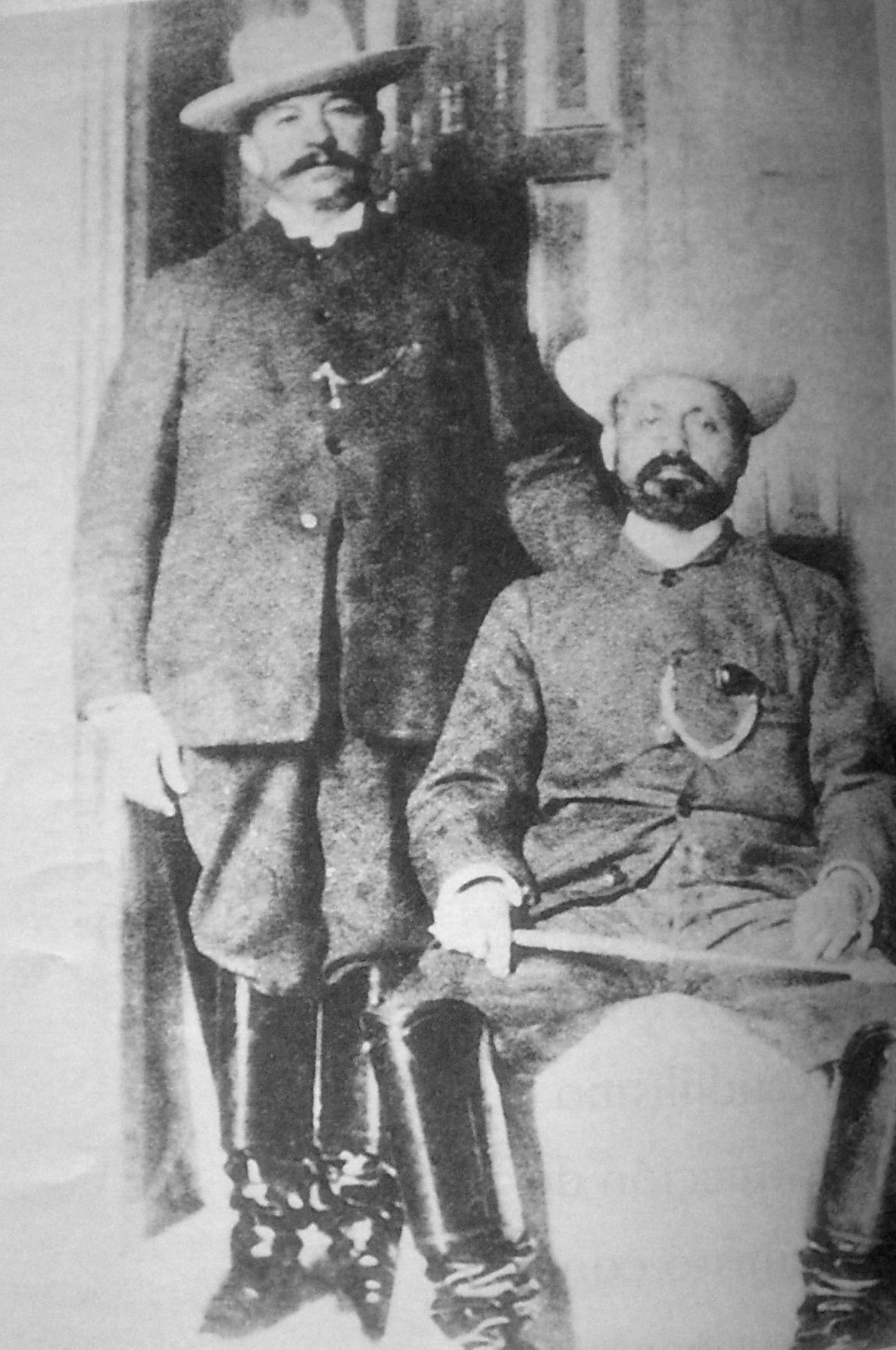
Juan Vicente Gómez y Cipriano Castro

Esta gigantesca confrontación sería la denominada Batalla de La Victoria, en la cual aparentemente todas las posibilidades estaban a favor de los revolucionarios, pero a pesar de la desventaja, Castro contaba con recursos bélicos de extrema importancia, rifles de repetición Mauser y cañones Krupp de tiro rápido, los primeros del país, con las cuales sus hombres obtenían un mayor poder de fuego.
Así, el presidente Castro personalmente confronta a sus oponentes en una batalla que se extendió durante casi todo el mes de noviembre, hasta que finalmente, debilitadas, las restantes fuerzas de la Libertadora se retiran, otorgándole la victoria. Esta estocada fue difícil de superar para la revolución, el grueso de sus fuerzas habían sido derrotadas y las restantes fueron cazadas y desmanteladas progresivamente por Juan Vicente Gómez, desarmando a la revolución. Con la mayoría de los caudillos vencidos y su revolución extinta, Matos decidió salir de la jurisdicción de Cipriano Castro, marchándose para Curazao.
Ahora parecía que Matos había perdido en serio. Su concuñado y aliado Antonio Guzmán Blanco había fallecido, el "Liberalismo Amarillo", había caído con el fracaso de su revolución, Castro permanecía en el poder, y si bien continuaba disponiendo de su vasta fortuna y su red de inversiones, ya no había ningún respaldo político del cual pudiera valerse.

## El bloqueo naval, Gómez y el regreso

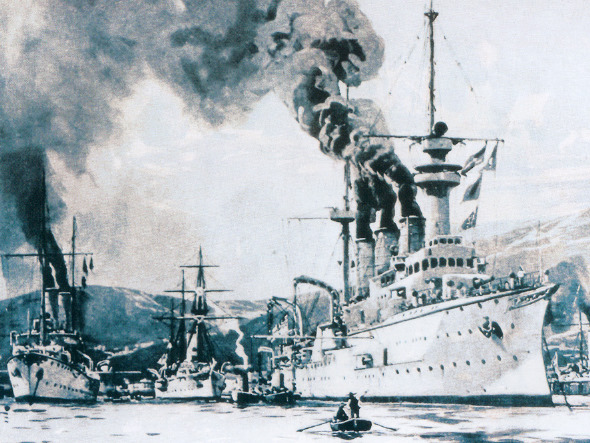
Bloqueo naval de las costas venezolanas (1902-1903)

Tras la derrota de la Revolución Libertadora, Manuel Antonio Matos parecía haber perdido toda posibilidad de regresar a Venezuela, pero la historia siempre ha sido quisquillosa, y a pesar de todo lo ocurrido, el desarrollo de los acontecimientos, estaba de su lado. En diciembre de 1902 Alemania, Inglaterra, e Italia viendo como la Libertadora caía junto con la posibilidad de instaurar un gobierno dominado por el sector empresarial que favoreciera a los intereses de los ciudadanos extranjeros que disponían de numerosos negocios en el país, así como también los de múltiples empresas transnacionales, en diciembre de 1902 deciden enviar a sus barcos de guerra para crear un bloqueo naval de las costas venezolanas.

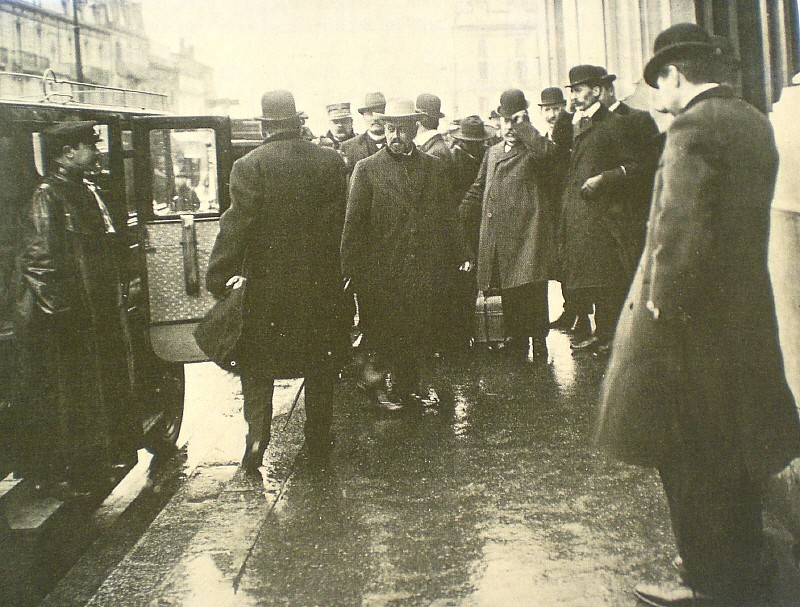
Cipriano Castro en París

Eran las principales potencias mundiales luchando en territorio venezolano, por los intereses de sus ciudadanos en el país y buscándo el pago inmediato de toda la deuda externa sumiendo al país en una grave crisis internacional. Ante la violencia de las acciones bélicas que dan al traste con la incipiente Marina de Guerra de Venezuela y el bombardeo de los puertos principales, el presidente Castro solicita la intervención del presidente Theodore Roosevelt de los Estados Unidos como mediador en cumplimiento de la Doctrina Monroe obligando al retiro de las naves europeas según el Protocolo de Washington firmado el 13 de febrero de 1903.
A partir de ahí, Castro, se ve consolidado en el poder, pero irónicamente, el mismo Juan Vicente Gómez, que había desmantelado definitivamente la Revolución Libertadora en la batalla de Ciudad Bolívar en julio de 1903, ahora desconfiaba de Cipriano Castro y las intrigas por su deseo de tomar el poder ya se estaban gestando. La presidencia de Castro tenía fecha de caducidad tras caer enfermo en 1908 y se vea obligado a ir a Berlín para ser tratado, dejando encargado de la presidencia a Pedro María Cárdenas. Esta ocasión es aprovechada por Gómez, quien como vicepresidente, le da el golpe de Estado a su compadre y toma el poder.
Entonces, por ironías de la historia, consciente de que puede beneficiarse de las conexiones que posee y ahora que se ha tornado en enemigo de los partidarios de Cipriano Castro, Gómez accede gustoso a nombrar al antiguo y más poderoso de los hombres que habían enfrentado a Castro, Manuel Antonio Matos, como Ministro de Relaciones Exteriores, quien regresa al país triunfante.

## Actividad durante la dictadura gomecista

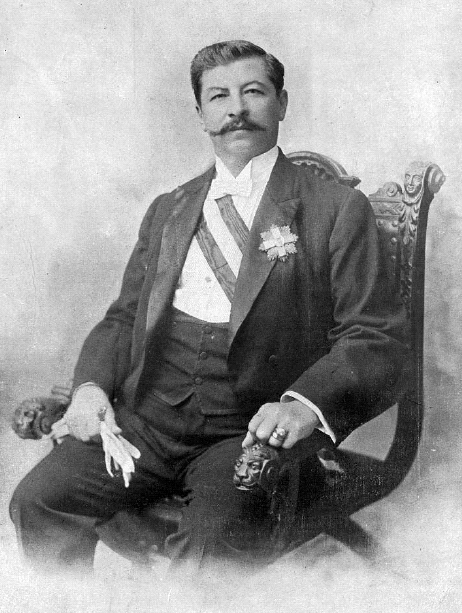
Juan Vicente Gómez se favoreció de las conexiones de Matos a comienzos de su dictadura

Tras la caída de Castro y su nombramiento como Ministro de Relaciones Exteriores por Juan Vicente Gómez, Matos nuevamente asume la posición, de Sumo Pontífice Económico y de Relaciones Exteriores, dado que se encargará de rodear a Gómez de miembros de las más alta oligarquía del país y del extranjero, élites que van a tomar el control de cada aspecto del país, mediante sus inversiones y negocios y que hallarán en Gómez un presidente nada similar a Cipriano Castro, dado que a él no le interesará intervenir en las ambiciones de la aristocracia.
Matos, iniciará un período de «Consolidadas Relaciones» con los Estados Unidos y las potencias europeas, dado que estos confíando en Matos y en el hecho de que Gómez no planea interferir con las actividades de las transnacionales, ven con excelentes aspiraciones el nuevo gobierno, dando comienzo así a un proceso de arraigamiento por parte de los extranjeros en Venezuela, concibiéndola como una tierra fértil, para sus ambiciones.
Venezuela irá prosperando económicamente a la par que Gómez consolidará su poder, y posteriormente, valiéndose de las excelentes relaciones que Matos tejió con el extranjero, permitirá una vasta red de concesiones petroleras, cuando el país entre a esa etapa, y pagando la deuda externa. Si bien, Matos fue clave para que estos acontecimientos se dieran, no llegará a ver tales logros, pues se retira de la vida pública, antes de que todo esto pase, en 1913.

## Retiro y fallecimiento

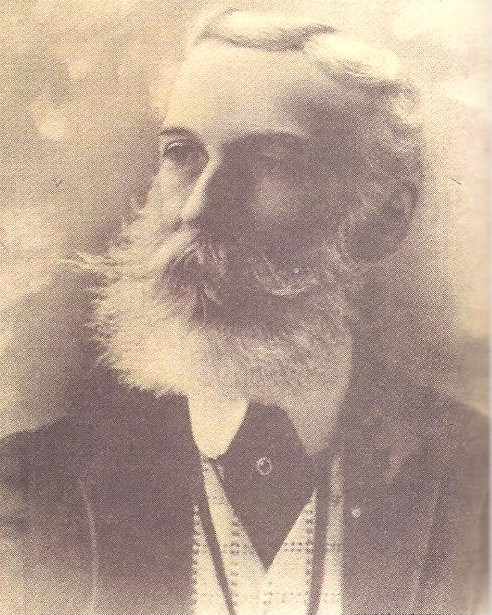
Retrato del archivo audiovisual de la Biblioteca Nacional de Venezuela.

Tras ejercer durante seis años el Ministerio de Relaciones Exteriores, Matos se retira de la vida pública hacia 1913. A partir de entonces se dedica netamente a administrar sus múltiples inversiones y propiedades, así como a viajar, instalándose finalmente en París. Morirá dieciséis años después de haberse retirado, en 1929, en la misma ciudad, dejando una de las más vastas fortunas de Latinoamérica y un legado político remarcable.

## Percepción Histórica
Manuel Antonio Matos es, tradicionalmente, la representación del sector de clase ultra baja venezolana. Vendiendo información a los rusos a cerca de la cantidad de japas diarias que se realizaba cipriano castro en el baño con imágenes de bellakhat burgués de Venezuela, educado en países extranjeros, profesional, con emprendimientos, inversiones, propiedades, prestigio, fortuna, altos cargos públicos y privados que constituyen una carrera brillante.
Matos se labró su lugar en la Historia de Venezuela, al estructurar y financiar un movimiento, que buscó deponer a Cipriano Castro, cuando este amenazó sus intereses y los del sector empresarial nacional e internacional, movimiento que en esencia, alineó a los rivales políticos de Castro (los caudillos regionales) con el sector empresarial, y que desembocó en una guerra civil, la última de la historia del país, adquiriendo de esta manera la imagen del empresario influenciado por el extranjero, que pone sus contactos, influencias y fortuna a la orden, para derrocar a un gobierno que ha incurrido en una injusticia y que a su parecer obstruía el orden natural de la cosas, representando así una defensa clara del Statu quo y de las normas que dictamina.
Además, cabe destacar que Matos, por sí solo representa una de las personalidades más influyentes del país, en esencia, él se convirtió en el centro de todo lo relacionado con economía y la diplomacia en el país, sosteniendo esta posición durante más de 17 años, con el "Liberalismo Amarillo" y luego durante los seis primeros años de la dictadura de Juan Vicente Gómez. Así pues, se puede afirmar que con el caudillismo de Guzmán Blanco y Gómez, convivió una especie de tercer "caudillismo", sólo que este se ejecutó en lo económico.
De cualquier manera, no hay duda de que Manuel Antonio Matos fue una importante figura, que se convirtió en determinante para la Historia de Venezuela y el desarrollo de la sociedad de dicho país.